# La Vie de Mohammed, prophète d'Allah
La Vie de Mohammed, prophète d'Allah est une sîra (c'est-à-dire une biographie de Mahomet, dernier prophète de l'islam) rédigée et illustrée par Étienne Dinet, un peintre orientaliste français converti à l'islam, en collaboration avec son ami l'essayiste algérien Sliman ben Ibrahim, avec des enluminures du calligraphe et miniaturiste algérien Mohammed Racim.

## Histoire
Cette biographie de Mahomet est rédigée juste avant ou pendant la Première Guerre mondiale. En 1914, afin de se documenter pour sa rédaction, Dinet se rend au Cabinet de dessin, un service de l'académie d'Alger. Il y rencontre Mohammed Racim qui va réaliser les enluminures de l'ouvrage.
Le livre est publié en 1918 par Henri Piazza à la demande du ministère des Armées, en hommage aux musulmans morts pour la France pendant la guerre,. Cette démarche se retrouve à la même époque dans la construction de la Grande mosquée de Paris, pour laquelle Dinet a d'ailleurs aussi milité.

## Contenu
Louis Brunot indique que cet ouvrage « ne doit pas être considéré comme une vie de Mohammed qui serait traitée par des historiens des religions, mais comme la biographie du Prophète telle que la considèrent les Musulmans éclairés s'en tenant à la parole d'Allah et aux écrits des pères de l'orthodoxie de l'Islam ». Selon Pierre Prier, cet « ouvrage est celui d'un croyant. S'appuyant sur la sunna, la tradition islamique, le récit respecte une stricte orthodoxie ».

## Illustrations de Dinet

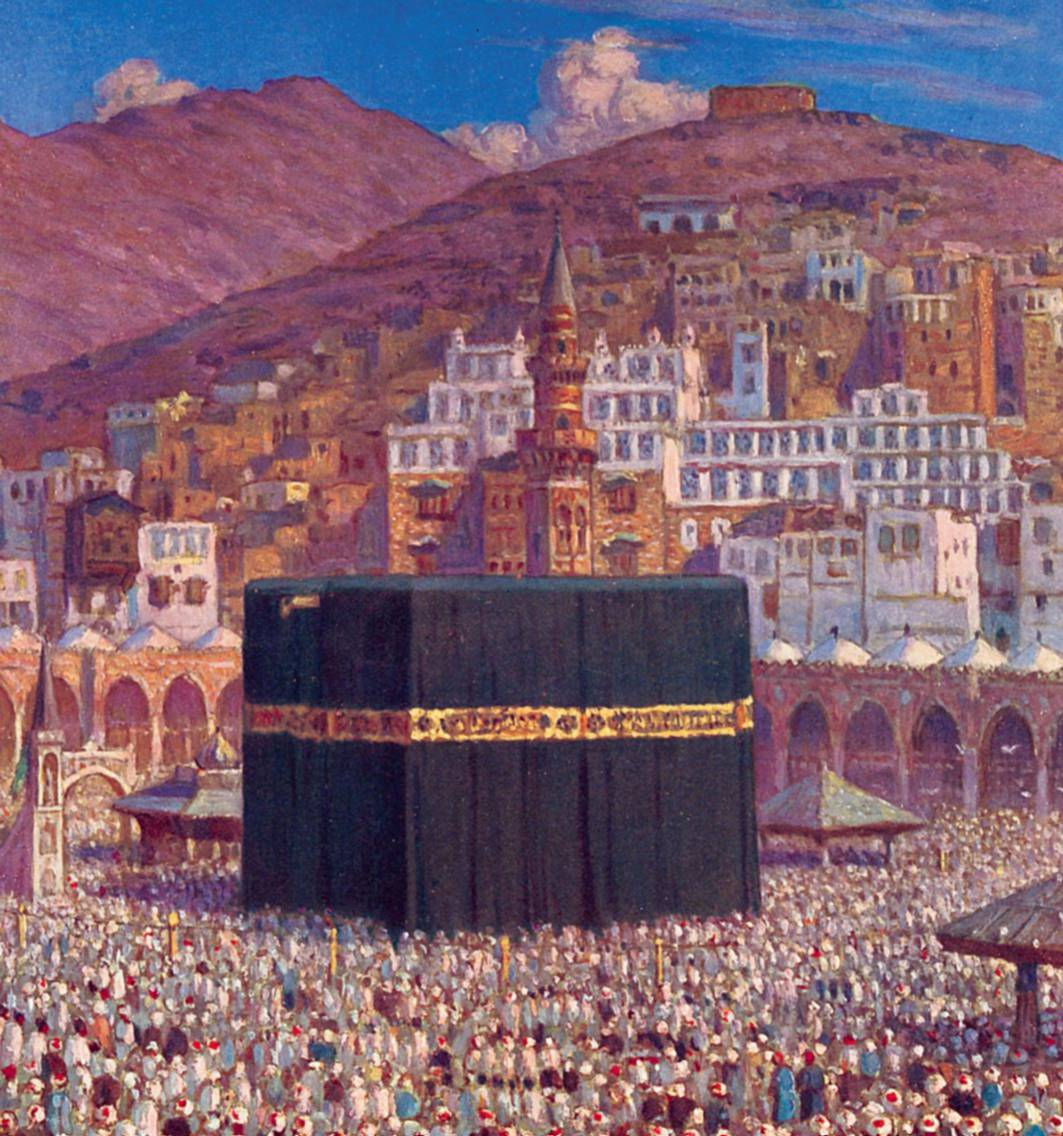
La Prière autour du temple sacré de la Kaâba à Mekka, première illustration du livre.

Le livre est illustré de 27 tableaux peints par Dinet. Aucune de ces illustrations ne représente le prophète, ni aucun des événements dont il est le héros. À ce sujet, les auteurs expliquent en préface que même si les principes de l'islam ne sont pas aussi hostiles qu'on peut le penser à la représentation figurée, ils interdisent tout de même la représentation du divin, qui est un blasphème menant à l'idolâtrie, ainsi que la représentation des prophètes, qui est un sacrilège ; ils ont donc choisi une méthode d'illustration indirecte, représentant le prophète par la manière dont il se reflète dans les gestes de ses disciples, les musulmans, dans leur pratique religieuse ou simplement leur vie quotidienne de nomades. Des lieux saints de l'islam sont également représentés, : la Kaaba à La Mecque et la mosquée du Prophète à Médine.
Pour autant, ces illustrations n'apparaissent pas dans toutes les rééditions, certaines adoptant une interprétation plus restrictive de l'interdit des représentations figurées.
| Page   | Lien   | Titre | Nb. pl. | Not. cat. |
| ------ | ------ | --- | ------- | --------- |
| p. 01  | [voir] | La Prière autour du temple sacré de la Kaâba à Mekka                                                      | 1 pl.   | [ a ]     |
| p. 05  | [voir] | La Nuit du Mouloud, anniversaire de la naissance du prophète. Musulmanes sortant d'une mosquée de village | 1 pl.   | [ b ]     |
| p. 09  | [voir] | Gardiens de chameaux au pâturage                                                                          | 1 pl.   | [ c ]     |
| p. 017 | [voir] | Les Troupeaux                                                                                             | 2 pl.   | [ d ]     |
| p. 021 | [voir] | Et Tekbir ou la Glorification                                                                             | 1 pl.   | [ e ]     |
| p. 025 | [voir] | Le Campement                                                                                              | 2 pl.   | [ f ]     |
| p. 033 | [voir] | Musulmane en prière sur la terrasse de sa maison                                                          | 1 pl.   | [ g ]     |
| p. 041 | [voir] | Er Rakâa ou l'Inclinaison                                                                                 | 1 pl.   | [ h ]     |
| p. 045 | [voir] | Le Vendredi au cimetière                                                                                  | 1 pl.   | [ i ]     |
| p. 049 | [voir] | L'Exode                                                                                                   | 2 pl.   | [ j ]     |
| p. 057 | [voir] | Intérieur d'une mosquée : El Mihrab, ou la niche indiquant la direction de Mekka                          | 1 pl.   | [ k ]     |
| p. 065 | [voir] | Le Muezzine appelant les fidèles à la prière                                                              | 1 pl.   | [ l ]     |
| p. 073 | [voir] | Groupe de musulmans découvrant la nouvelle lune du Ramadan                                                | 1 pl.   | [ m ]     |
| p. 081 | [voir] | Es Sodjoud ou la prosternation, prière au lever du jour                                                   | 1 pl.   | [ n ]     |
| p. 089 | [voir] | Le Départ pour El Djihad ou la guerre sainte                                                              | 2 pl.   | [ o ]     |
| p. 097 | [voir] | La Prière d'El Fithre ou de la rupture du jeûne du Ramadan                                                | 2 pl.   | [ p ]     |
| p. 105 | [voir] | Un cavalier arabe du désert                                                                               | 1 pl.   | [ q ]     |
| p. 113 | [voir] | « Parmi les arbres, il en est un qui est béni comme le musulman, c'est le palmier », a dit le Prophète    | 2 pl.   | [ r ]     |
| p. 121 | [voir] | Vue générale de Mekka, la très vénérée, prise du haut du djebel Abi Koubeis (en)                          | 2 pl.   | [ s ]     |
| p. 129 | [voir] | Ed Doua ou l'Invocation                                                                                   | 1 pl.   | [ t ]     |
| p. 137 | [voir] | Les Pèlerins au mont Arafat le neuvième jour du mois de D'zoul Hidja                                      | 2 pl.   | [ u ]     |
| p. 145 | [voir] | Vue d'El Madina l'illuminée, dôme du tombeau du Prophète                                                  | 1 pl.   | [ v ]     |
| p. 153 | [voir] | Imam présidant la prière                                                                                  | 1 pl.   | [ w ]     |
| p. 159 | [voir] | Leçon d'écriture dans une école coranique de village                                                      | 1 pl.   | [ x ]     |
| p. 161 | [voir] | Élèves théologiens dans la cour de l'université El Azhar au Caire                                         | 1 pl.   | [ y ]     |
| p. 169 | [voir] | Tombeaux des khalifes sous les règnes desquels la civilisation musulmane illumina le monde                | 1 pl.   | [ z ]     |
| p. 173 | [voir] | Vieil écrivain tradionaliste du désert                                                                    | 1 pl.   | [ aa ]    |

## Éditions
L'ouvrage, ayant rencontré un grand succès, a connu de nombreuses éditions,, :
- La Vie de Mohammed, prophète d'Allah, Paris, Henri Piazza, 1918, 178 p.
- La Vie de Mohammed, prophète d'Allah, Paris, Gustave-Paul Maisonneuve, 1927, 305 p.
- La Vie de Mohammed, prophète d'Allah, 3e éd., Paris, Gustave-Paul Maisonneuve, 1937, 306 p.
- La Vie de Mohammed, prophète d'Allah, 4e éd., Paris, Gustave-Paul Maisonneuve, 1947, 305 p.
- La Vie de Mohammed, prophète d'Allah, Paris, Maisonneuve et Larose, 1961, 276 p.
- La Vie de Mohammed, prophète d'Allah, Paris, Éditions d'art les Heures claires, 1975, 298 p.
- La Vie de Mohammed, prophète d'Allah, Médéa, Éditions populaires de l'armée, s.d. (préface Ahmad Djedou, reprint de l'édition de 1961).
- La Vie de Mohammed, prophète d'Allah, Alger, la Maison des livres, 1989, 205 p.
- La Vie de Muhammad, prophète d'Allah, rev., annotée et préf. par Abderrazak Mahri, Paris, Maison d'Ennour, 2003, 408 p.  (ISBN 2-910891-35-6).
- Muhammad, l'envoyé de Dieu, rev. et annotée par Muhammad Diakho, Beyrouth, Albouraq, 2005, 385 p.  (ISBN 978-2-84161-256-7).
- La Vie de Muhammad, prophète d'Allah, nouvelle éd. revue, annotée et préf. par Abderrazak Mahri, Paris, Maison d'Ennour, 2006, 468 p.  (ISBN 2-910891-35-6).
- La Vie de Muhammad, Prophète d'Allah, Al-Burda, 2006, 418 p.  (ISBN 2-914154-02-X).
- Muhammad, l'envoyé de Dieu, rev. et annotée par Muhammad Diakho, Beyrouth et Paris, Albouraq, 2009, 333 p.  (ISBN 978-2-84161-368-7).
- La Vie de Mohammed, prophète d'Allah, préf. par Ysabel Saïah-Baudis et Dominique Baudis, Paris, Orients et Klincksieck, 2014, 270 p.  (ISBN 978-2-9540792-8-8) : publié à l'occasion du centenaire de la Première Guerre mondiale, sans toutefois obtenir le label de la mission du centenaire[4].
- La Vie de Muhammad, prophète d'Allah, Ermont, Héritage, 2021, 407 p.  (ISBN 978-2-9576491-9-8) [lire en ligne] [lire en ligne].

Éditions en anglais :
- The Life of Mohammad, the Prophet of Allah, Paris, The Paris Book Club, 1918 [lire en ligne].
- The Life of Mohammad : the Prophet of Allah, Karachi, Taj Company, 1973.
- The Life of Mohammad, Prophet of Allah, Londres/Paris, Studio Editions, 1990  (ISBN 1-85170-220-2 et 1-85170-929-0).
- The Life of Mohammad, Prophet of Allah, Secaucus, Chartwell Books, 1990  (ISBN 1555215130).
- The Life of Mohammad, the Prophet of Allah, HardPress Publishing, 2012  (ISBN 978-1-4077-4971-6).
- The Life of Mohammad, the Prophet of Allah, Forgotten Books  (ISBN 9781330275931 et 9780265867402).

Éditions en arabe, traduction par Abdel-Halim Mahmoud, le grand imam de la mosquée Al-Azhar au Caire, et son fils Mohamed :
- محمّد رسول الله [Muḥammad Rasūl Allâh], Le Caire, 1956.
- Beyrouth et Saida, Librairie Moderne, 1965.

## Critique
Lorsque La Vie de Mohammed connut une édition populaire en 1937, Jacques Berque en fit un compte-rendu, l'une de ses premières publications. Selon Michel Chodkiewicz, La Vie de Mohammed est « médiocre ». Selon Édouard Montet, c'est une « merveille d'art » grâce aux « illustrations admirables » de Dinet et aux illuminations de Racim, qui en font une « publication magistrale au point de vue artistique ».